# Temelucha facilis
Temelucha facilis är en stekelart som först beskrevs av Cresson 1872.  Temelucha facilis ingår i släktet Temelucha och familjen brokparasitsteklar. Inga underarter finns listade i Catalogue of Life.